# Vigori Gbe
Vigori Jean-Jaurès Gbe (Man, 20 febbraio 2002) è un calciatore ivoriano, difensore dell'ISCA.

## Carriera
Il 12 febbraio 2021 viene acquistato a titolo definitivo dalla squadra finlandese dell'Ilves. Inoltre, conta sette presenze nella CAF Confederation Cup e due nella CAF Champions League.

## Statistiche

### Presenze e reti nei club
Statistiche aggiornate al 10 giugno 2021.
| Stagione        | Squadra         | Campionato      | Campionato | Campionato | Coppe nazionali | Coppe nazionali | Coppe nazionali | Coppe continentali | Coppe continentali | Coppe continentali | Altre coppe | Altre coppe | Altre coppe | Totale | Totale |
| Stagione        | Squadra         | Comp            | Pres       | Reti       | Comp            | Pres            | Reti            | Comp               | Pres               | Reti               | Comp        | Pres        | Reti        | Pres   | Reti   |
| --------------- | --------------- | --------------- | ---------- | ---------- | --------------- | --------------- | --------------- | ------------------ | ------------------ | ------------------ | ----------- | ----------- | ----------- | ------ | ------ |
| 2021            | Ilves           | VL              | 12         | 0          | CF              | 2               | 0               |                    | -                  | -                  |             | -           | -           | 14     | 0      |
| Totale carriera | Totale carriera | Totale carriera | 12         | 0          |                 | 2               | 0               |                    | -                  | -                  |             | -           | -           | 14     | 0      |